# Анат-Киняры
Анат-Киняры (чув. Çӳлтикасси) — село в Чебоксарском районе Чувашской Республики. Входит в состав Вурман-Сюктерского сельского поселения.

## География
Находится в северной части Чувашии, на расстоянии приблизительно 20 км на запад по прямой от районного центра поселка Кугеси на левобережье реки Покшаушка.

## История
Упоминается с XVI века. В 1670-х годах отмечено 103 мужчины. В 1719 году — 103, в 1744 году — 55 дворов, 123 мужчины, в 1795 (с тремя выселками) — 97 дворов, 582 жителя, в 1858—241 житель, в 1906 — 60 дворов, 327 жителей, в 1926 — 82 двора, 371 житель, в 1939—377 жителей, в 1979—280. В 2002 году было 86 дворов, в 2010 — 67 домохозяйств. В период коллективизации был образован колхоз «Прожектор», в 2010 году действовал СХПК «Атăл». Действующая Владимирская церковь (1809—1941, с 1945).

## Население
Постоянное население составляло 184 человек (чуваши 99 %) в 2002 году, 222 в 2010.